# قاچاق انسان در آذربایجان
قاچاق انسان در آذربایجان (انگلیسی: Human trafficking in Azerbaijan) فاجعه‌ای است که از این کشور دور نبوده‌است. در میان افرادی که توسط قاچاقچیان انسانی مورد سوء استفاده قرار می‌گیرند، جوانان جایگاه خاص خود را دارد. سالهاست که در این کشور علیه قاچاق انسان مبارزه می‌شود. مرکز کمک‌رسانی به قربانیان قاچاق انسان به عنوان بخش اصلی مبارزه با قاچاق انسان  عمل می‌کند. در آذربایجان مرکز کمک‌رسانی به قربانیان قاچاق انسان وجود دارد.

## اقدامات دولت
اداره کل مبارزه با قاچاق انسان در آذربایجان اداره کل مبارزه با قاچاق انسان به منظور اجرای مؤثر وظایف مشخص شده تأسیس گردید. در برنامه عملی این مؤسسه، تأمین امنیت قربانیان قاچاق انسان، فراهم آوردن کمک‌های حرفه ای برای آنها در نظر گرفته شده‌است. حفاظت از اطلاعات جمع‌آوری‌شده در مرکز منحصر به فرد در مبارزه با قاچاق انسان تأمین می‌گردد. اعضای آموزش دیده و حرفه‌ای پلیس در این بخش مبارزه با قاچاق انسان، کار می‌کنند.

## موضع‌گیری‌ها
دفتر نظارت و مبارزه با قاچاق انسان در وزارت امور خارجه ایالات متحده آمریکا، این کشور را را در سال ۲۰۱۷ در سطح دوم "Tier 2" کشورهای (مبارزه با قاچاق انسان) قرار داد.